# Garik Kharlamov
Pour les articles homonymes, voir Kharlamov.
Igor Iouriévitch Kharlamov (en russe : Игорь Юрьевич Харламов), plus connu sous le pseudonyme de Garik «Cuckold» Kharlamov, est un acteur russe, show-man, chanteur et animateur télé, né le 28 février 1981 à Moscou.

## Biographie
Garik Kharlamov naît à Moscou le 28 février 1981. Si certains sites indiquent une date de naissance au 29 février 1980,,, l'intéressé a bien précisé qu'il s'agit d'une erreur.
À sa naissance, Iouri Kharlamov et Natalia Igorievna, ses parents, le prénomment Andreï avant de changer son prénom en Igor trois mois plus tard, en hommage à son grand-père disparu.
Igor est adolescent quand ses parents se séparent. Son père quitte alors la Russie pour les États-Unis, emmenant son fils avec lui. À 14 ans, à Chicago, il est reçu à l'école de théâtre Harand Camp of the Theatre Arts. Seul russe de son groupe, il a notamment pour enseignant l'acteur américain Billy Zane. Pour subvenir à ses besoins Igor effectue de petits boulots : vendeur de téléphones portables, caissier chez McDonald's...
Après cinq années passées aux USA, Garik décide de rentrer à Moscou, après que sa mère ait donné naissance à deux sœurs jumelles, Katia et Alina. À Moscou, accompagné de son cousin Ivan Ovsiannikov, il chante et joue de la guitare dans les rames du métro, ou donne des spectacles sur l'Arbat.
Diplômé de l'Université d'État de gestion, spécialité «Ressources humaines», il est également le porte-voix des équipes KVN «l'Équipe de Moscou MAMI» (en russe : Сборная Москвы МАМИ) et «Pas une jeunesse dorée» (en russe : Незолотая молодёжь), qui se produisent dans la Ligue supérieure KVN.
En 2004-2005, il travaille sur la chaine Muz-TV où il anime le jeu «Trois singes» (en russe : Три обезьяны) et improvise des interviews pour l'émission «Échanges naturels» (en russe : Натуральный обмен). Il présente également l'émission de téléréalité «Office» (en russe : Офис) sur la chaine TNT.
En 2005, il est membre de la troupe d'acteurs du show humoristique «Samedi soir» (en russe : В субботу вечером) sur la chaine STS.
Il accède définitivement à la notoriété en participant au show «Comedy club», dont il est fait membre permanent. Il s'y produit notamment en duo avec l'humoriste Timour Kachtan Batroutdinov. Parallèlement, il participe à la réalisation de longs-métrages comiques et parodiques, tels la série des Meilleurs films (en russe : Самый лучший фильм). Si le premier opus de la série a connu un très bon démarrage lors de sa première semaine d'exploitation, sa chute du box-office en deuxième semaine en constitue aussi un record.
En 2008, il participe à l'émission «Deux étoiles» (en russe : Две звезды), en compagnie de l'artiste ukrainienne Nastia Kamenskikh.
Le 6 juin 2010, NTV diffuse la première du «Bulldog-show» (en russe : Бульдог-шоу), une nouvelle émission humoristique. Celle-ci est arrêtée au bout d'un mois du fait de sa faible audience et en raison de l'emploi du temps surchargé de Kharlamov, occupé au tournage du Meilleur film 3Dé. Il était prévu que le programme passe sur la chaîne TNT, puis revienne sur NTV en septembre 2011 avec un nouveau nom, «le Meilleur show» (en russe : Самое лучшее шоу), mais le projet n'a pas abouti.
Le 3 décembre 2010 et après deux ans de pause, Kharlamov reparticipe au concours KVN représentant la Russie dans le cadre de la «Coupe de la CEI». Auparavant, en 2008, il a participé aux émissions spéciales au sein de l'équipe de Moscou.
Le 6 février 2012, il est officiellement enregistré comme soutien du candidat à la présidence de la fédération de Russie, le premier ministre Vladimir Poutine.
À partir du 19 avril 2013, il présente sur la chaine TNT l'émission humoristique «KhB» (en russe : ХБ) avec son compère Timour Batroutdinov.
Garik Kharlamov est supporter du CSKA Moscou. En 2016, le magazine OK! lui décerne le prix de «Principale personnalité TV».
Lors de l'élection présidentielle de 2018, Kharlamov est soutient officiel du candidat Vladimir Poutine et membre de l'équipe d'initiative qui a présenté sa candidature.

## Famille
- La première épouse de Garik Kharlamov, Ioulia Kharlamova (née Lechtchenko, le 1er juillet 1984 à Volgodonsk)[17], est l'ancienne gérante d'une boîte de nuit moscovite. Leur mariage a duré du 4 septembre 2010 à mars 2013, le couple vivant séparemment dès la fin 2012[18].
- Sa seconde épouse, depuis 2013, est l'actrice Kristina Asmous[19],[20].
  - Ils ont une fille, Anastasia Igorievna Kharlamova, née le 5 janvier 2014[21].

## Filmographie
- 2003 — Sacha+Macha (en russe : Саша+Маша), version russe de la série québécoise Un gars, une fille
- 2004 — Offre moi le bonheur (en russe : Подари мне счастье)
- 2005 — Touché (en russe : Тронутые) (série télévisée)
- 2005 — Ma Super nounou (en russe : Моя прекрасная няня) (série télévisée)
- 2006 — Les Grandes filles (en russe : Большие девочки) (série télévisée)
- 2007 — Shakespeare n'y aurait pas pensé (en russe : Шекспиру и не снилось)
- 2007 — Les Aventures du soldat Ivan Tchonkine (en russe : Приключения солдата Ивана Чонкина)
- 2007 — Le Club (en russe : Клуб ) (série télévisée)
- 2008 — Heureux ensemble (en russe : Счастливы вместе) (série télévisée)
- 2008 — Le Meilleur film (en russe : Самый лучший фильм)
- 2009 — Artefact (en russe : Артефакт)
- 2009 — Le Meilleur film 2 (en russe : Самый лучший фильм 2)
- 2011 — Univers. Le nouveau dortoir (en russe : Универ. Новая общага) (série télévisée)
- 2011 — Le Meilleur film 3Dé (en russe : Самый лучший фильм 3-ДЭ)
- 2012 — La Grande rigolade! (en russe : Большая ржака!)
- 2012 — Le chahut (en russe : Ералаш) (série télévisée)
- 2012 — Bonne Année, mamans! (en russe : С Новым годом, мамы!)
- 2013 — Les Amis des amis (en russe : Друзья друзей)
- 2014 — Les Mamans 3 (en russe : Мамы 3)
- 2014 — Facile à s'en rappeler (en russe : Лёгок на помине)
- 2015 — Les internes (en russe : Интерны) (série télévisée)
- 2016 — 30 rendez-vous (en russe : 30 свиданий)
- 2018 — Zomboïachtchik (en russe : Zомбоящик), le deuxième démineur, Pierrot, André Bolkonsky
- 2021 : Le Dernier Chevalier : La racine du mal (Последний богатырь: Корень зла) de Dmitri Diatchenko : Kolobok

### Doublage
- 2014 — La Grande Aventure Lego, Barbe d'acier
- 2014 — Legends of Oz: Dorothy's Return, Le bouffon (The Jester)
- 2017 — Bienvenue à Suburbicon, Gardner Lodge (Matt Damon)
- 2019 — Comme des bêtes 2, le directeur du cirque Sergueï

### Voix originelle de films d'animation
- 2012 — Alissa sait quoi faire! (en russe : Алиса знает, что делать!), Ridik
- 2015 — La Reine des neiges 2: Reprise du gel (en russe : Снежная королева 2: Перезаморозка), le Général Arrog
- 2016 — La Bogatyr (en russe : Богатырша), la tête droite du Dragon de la montagne
- 2016 — Smeshariki. La légende du dragon doré (en russe : Смешарики. Легенда о золотом драконе), le chef
- 2017 — Kolobanga. Salut Internet! (en russe : Колобанга. Привет, Интернет!), le détective

## Discographie

### Albums
- 2007 — Punishment (sous le nom d'Édouard Sourovy)
- 2008 — The Two
- 2009 — Unplugged In ctkzt (sous le nom d'Édouard Sourovy)
- 2009 — Russia Yesterday (special edition) (sous le nom d'Édouard Sourovy)
- 2009 — Russia Yesterday (bonus disc) (sous le nom d'Édouard Sourovy)

### Singles
- 2008 — Kosovo
- 2009 — Evguéni le moustique (en russe : Комар Евгений)
- 2009 — Les follement admirables trois lettres (en russe : Безумно дивные три буквы)
- 2011 — Ma grand-mère fume la pipe (en russe : Моя бабушка курит трубку) feat. Garik Soukatchev